# Особиста зброя

Особиста зброя; револьвер та ніж

Особиста зброя це зазвичай вогнепальна ручна зброя, але інколи це ножі, кинджали, мечі, багнети або інша рукопашна зброя, яку носять в кобурі (якщо це пістолет або револьвер) або у піхвах (якщо це ніж, кинджал, меч або багнет) для швидкого доступу та використання. Особиста зброя зазвичай є обов'язковим спорядженням для офіцерів і може використовуватися співробітниками правоохоронних органів. Зазвичай військовослужбовці носять зброю відкрито, а співробітники в штатському носять особисту зброю приховано під одягом. Особисту зброю можна носити окремо або як запасну до основної зброї, такої як гвинтівка, рушниця або пістолет-кулемет.

## Використання
В багатьох сучасних арміях, особиста зброя у вигляді службових пістолетів, є явною ознакою влади та вказує на те, що її власник є офіцером або унтерофіцером. У протоколі ввічливості здача особистої зброї командира є останнім актом загальної здачі підрозділу. Якщо не йдеться про недоброзичливість і застосовується сувора інтерпретація військової ввічливості, командиру, що здався, може бути дозволено зберегти свою особисту зброю, щоб здійснити своє право командувати своїми людьми. Так само багато командирів на місцевому рівні непідтверджено згадуються як такі, що використовують погрози особистою зброєю для мотивації військ з різним ефектом.
Основна мета використання особистої зброї полягає в використанні її коли основна зброя не доступна (пошкоджена або втрачена), немає боєприпасів або вона вийшла з ладу. Багато солдатів ССО озброєні штурмовою гвинтівкою або карабіном, наприклад, M16 або M4, а також мають при собі самозарядні пістолети, як особисту зброю. Особисту зброю самооборони часто використовують, як особисту зброю, коли треба вести бій у тісних приміщеннях, де використовувати штурмову гвинтівку або карабін буде не зручно, наприклад, водії вантажівок, пілоти гелікоптерів та екіпажі танків.

## Інші епохи
Спочатку, термін стосувався мечів, кинджалів та іншої рукопашної зброї, яку вважали особистою зброю в різні часові періоди; в сучасному використанні цього терміна до особистої зброї відносять мечі, кинджали, багнети, а також пістолети та схожу вогнепальну зброю.